# Scott Scudder
Scott Scudder é um ex-jogador profissional de beisebol norte-americano.

## Carreira
Scott Scudder foi campeão da World Series 1990 jogando pelo Cincinnati Reds. Na série de partidas decisiva, sua equipe venceu o Oakland Athletics por 4 jogos a 0.